# Edouard Brun
Edouard Brun is een champagnehuis dat in 1898 werd gesticht. Het bedrijf is zelfstandig en is gevestigd in Aÿ. 
Het huis beschikt over 8 hectare eigen wijngaarden op de Montagne de Reims waar in de premier cru-gemeenten Chigny-les-Roses en Ludes druiven van de drie in de Champagne toegestane druivenrassen, de pinot noir, pinot meunier en chardonnay worden verbouwd. Het huis bezit ook een wijngaard in de grand cru-gemeente Ay. Dat is niet voldoende om de jaarlijkse productie van 200 000 flessen te vullen zodat Edouard Brun & Cie ook de druiven van contractboeren met een areaal van nog eens 15 hectare inkoopt.

## Geschiedenis
De heer Edouard Brun, geboren in juli 1875 in een familie van kuipers, richtte in 1898 samen met een paar vrienden een champagnehuis op in de vorm van een commanditaire vennootschap. In 1927 trad de heer Edmond Lefevre, zoon van wijnbouwers en rijk aan ervaring opgedaan in de kelders van een gerenommeerd wijnhuis in Aÿ, toe tot het bedrijf. In deze tijd werd het huidige pand (1928) gebouwd.

## Champagnes
Het huis Edouard Brun & Cie fabriceert 6 champagnes:
- Cuvée spéciale is de gewone champagne van dit huis en wordt als Brut en als démi-sec in de handel gebracht. De assemblage uit 60% pinot meunier, 20% pinot noir en 20% chardonnay laat toe dat men deze fruitige champagne jong drinkt. Pinot Meunier geeft "fruit" aan de champagne maar draagt niet bij aan het rijpen. Een deel van de stile wijn heeft tweemaal mogen gisten, na de eerste alcoholische gisting liet men de jonge wijn van de twee blauwe druiven in de winter na de oogst nog een tweede malolactische of appelzure gisting ondergaan. Bij de chardonnay die in roestvrijstalen vaten werd bewaard heeft men de tweede gisting door koeling verhinderd. Op de gisting in de vaten is de gisting op fles, de "prise de mousse" gevolgd. De flessen hebben 2 jaar in de kelder "sur lies" gerijpt.
- Réserve 1er cru wordt als Brut of extra-dry in de handel gebracht. Al de druiven zijn geoogst in premier cru-gemeenten.Deze wijn die geassembleerd werd uit 75% pinot noir en 25% chardonnay. Een deel van de stile wijn heeft tweemaal mogen gisten, na de eerste alcoholische gisting liet men de jonge wijn van de pinot noir in de winter na de oogst nog een tweede malolactische of appelzure gisting ondergaan. Bij de chardonnay die in roestvrijstalen vaten werd bewaard heeft men de tweede gisting door koeling verhinderd. Op de gisting in de vaten is de gisting op fles, de "prise de mousse" gevolgd. De flessen hebben 30 maanden in de kelder "sur lies" gerijpt.
- Blanc de blancs is een brut champagne die uitsluitend van de witte druiven van de chardonnay werd gemaakt. Vandaar de naam blanc de blancs. De wijnstokken van de chardonnay staan bij Edouard Brun & Cie tussen de stokken van de pinot noir. Ook bij de hier gebruikte chardonnay, die in roestvrijstalen vaten werd bewaard, heeft men de tweede gisting door koeling verhinderd. Op de gisting in de vaten is de gisting op fles, de "prise de mousse" gevolgd. De flessen hebben 30 maanden in de kelder "sur lies" gerijpt.
- Vintage 2002 Brut is een millésime, dat wil zeggen dat alle gebruikte druiven in gelijke delen pinot noir en chardonnay in 2002 zijn geoogst. Het huis heeft vooral druiven uit de grand cru-gemeente Ay gebruikt. Een deel van de stile wijn heeft tweemaal mogen gisten, na de eerste alcoholische gisting liet men de jonge wijn van de pinot noir in de winter na de oogst nog een tweede malolactische of appelzure gisting ondergaan. Bij de chardonnay die in roestvrijstalen vaten werd bewaard heeft men de tweede gisting door koeling verhinderd. Op de gisting in de vaten is de gisting op fles, de "prise de mousse" gevolgd. De flessen hebben 5 jaar lang in de kelder "sur lies" gerijpt.
- Rosé Brut is geassembleerd uit verschillende jaargangen van gelijke delen pinot noir- en chardonnaydruiven uit Ay. Een deel van de gebruikte pinot noir is tot rode wijn verwerkt. De van pinot noir gemaakte stile wijn heeft tweemaal mogen gisten, na de eerste alcoholische gisting liet men de jonge wijn in de winter na de oogst nog een tweede malolactische of appelzure gisting ondergaan. Bij de chardonay die in roestvrijstalen vaten werd bewaard heeft men de tweede gisting door koeling verhinderd. Op de gisting in de vaten is de gisting op fles, de "prise de mousse" gevolgd. De flessen hebben 2 jaar in de kelder "sur lies" gerijpt.
- Cuvée L'Elégante is de cuvée de prestige van het huis en wordt als "Grand Cru Brut" en "Rosé Grand Cru" op de markt gebracht. Het zijn beiden assemblages van 80% chardonnay en 20% pinot noir. Beide wijnen zijn in eiken vaten gelagerd en de druiven stammen van verschillende oogsten in grand cru-gemeenten. De rosé dankt de roze kleur aan de blauwe druiven van de pinot noir waarvan de schillen enige tijd bij het most zijn gelaten.